# كارل نيلسن
كارل أوغست نيلسن (بالدنماركية: Carl August Nielsen)‏ هو موسيقار دنماركي وقائد فرقة موسيقية و عازف كمان ولد في يوم 9 يونيو 1865، يعتبر واحد من أفضل الموسيقيين في القرن العشرين وتوفي في يوم 3 أكتوبر 1931.

## روابط خارجية
- كارل نيلسن على موقع IMDb (الإنجليزية)
- كارل نيلسن على موقع الموسوعة البريطانية (الإنجليزية)
- كارل نيلسن على موقع ميوزك برينز (الإنجليزية)
- كارل نيلسن على موقع إن إن دي بي (الإنجليزية)
- كارل نيلسن على موقع أول ميوزيك (الإنجليزية)
- كارل نيلسن على موقع ديسكوغز (الإنجليزية)